# 병사의 발라드
《병사의 발라드》(러시아어: Баллада о солдате, Ballada o soldate, Ballade of A Soldier) 또는 《맹세의 휴가》는 러시아(구 소련)에서 제작된 그리고리 추흐라이 감독의 1959년 드라마, 멜로/로맨스, 전쟁 영화이다. 블라디미르 이바쇼프 등이 주연으로 출연하였다.
순수한 휴머니즘과 릴리시즘에 넘쳐 있으며 더욱이 전쟁체험을 리얼하게 재현하는데 성공한 명작이다. 또, 알료샤와 슈라의 청순한 첫사랑의 묘사는 드물게 보는 아름다움이라 할 수 있다. 영화대학 출신으로서 첫 작품에 임하는 주연들의 배역도 성공할 수 있었던 커다란 요소였으며, 츄프라이는 이 영화를 감독함으로써 확고한 지위를 구축하게 되었다.

## 줄거리
알료샤(이바쇼프)는 마음이 착한 소년병인데 어느날 전투에서 독일군의 전차 2대를 불태워 일약 영웅이 되고 그 공훈으로 은상(恩賞)과 함께 6일 간의 휴가를 얻는다. 그는 그 동안에 고향으로 돌아가 파괴된 집을 수리하고 싶었다. 1분 1초가 그에게는 귀중하게 생각되었지만 처음보는 병사로부터 부탁을 받고는 친절하게 그 일을 해 주었고 군용화물열차에서 알게 된 소녀 슈라(플로호렌코)에게도 무엇이나 일을 돌보아 주었다. 집에 도착했을 때에는 거의 시간이 없어서 집을 수리할 수도 없게 되었으며, 늙은 어머니와 이별의 포옹을 하는 것이 고작이었다. 전선으로 돌아간 알료샤의 소식은 끊어지고, 어머니는 언제까지나 아들이 가버린 길 저편을 바라보고 있었다.

## 출연

### 주연
- 블라디미르 이바쇼프
- 잔나 프로코렌코